# Surbtal

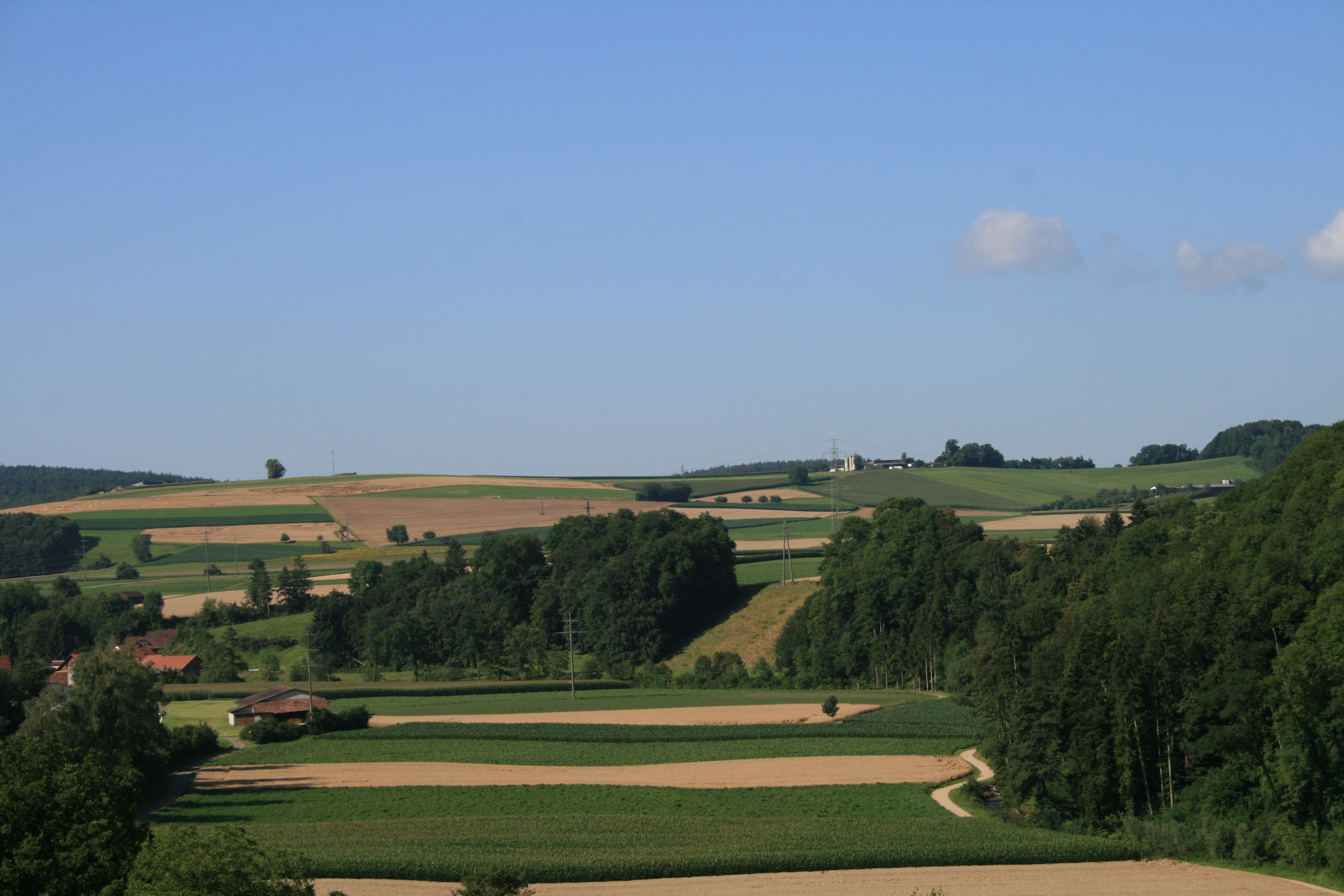
Das Surbtal zwischen Unterendingen und Tegerfelden

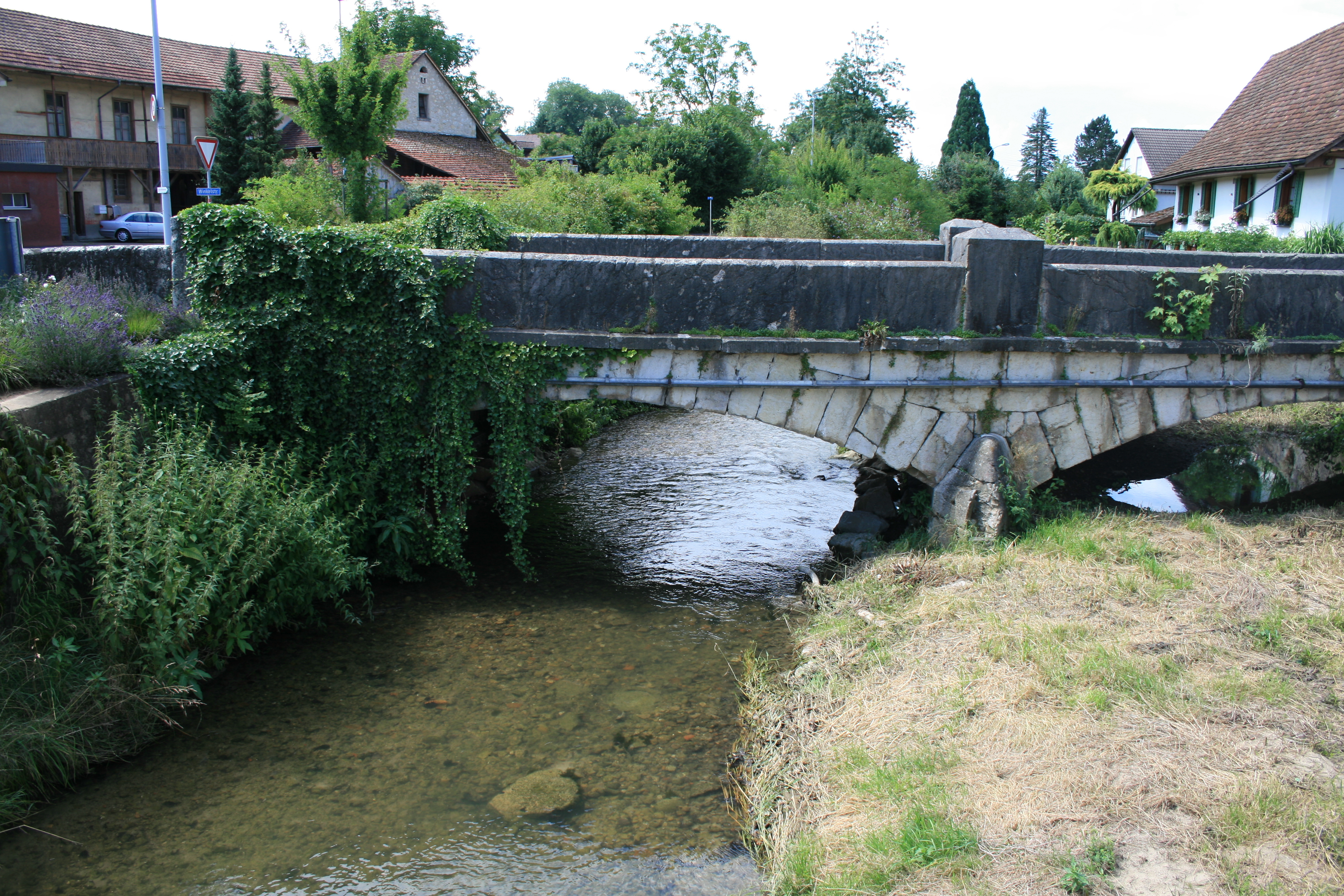
Die Surb in Endingen

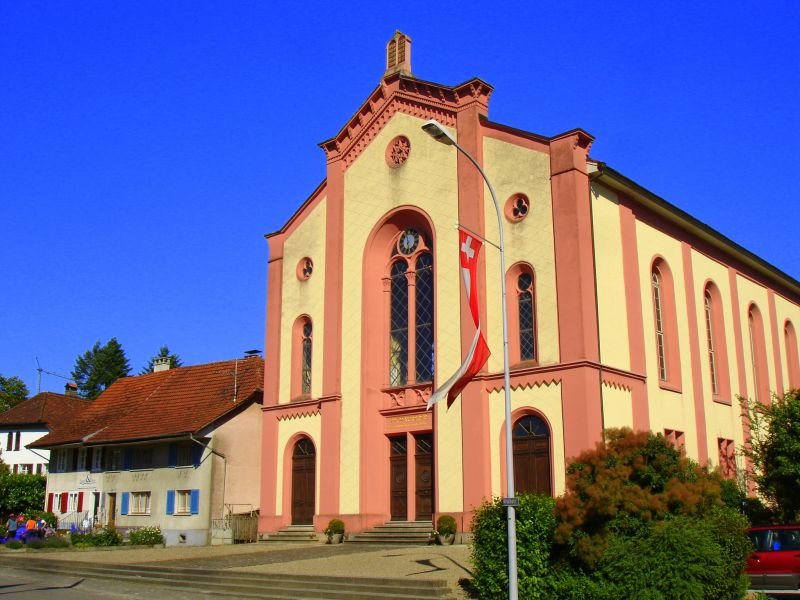
Die Synagoge von Lengnau

Das Surbtal ist ein Tal im Nordosten des Schweizer Kantons Aargau. Es setzt das im Kanton Zürich gelegene Wehntal fort und wird durch die Surb entwässert.
Zum Surbtal gehören die Gemeinden Lengnau, Endingen und Tegerfelden. In Döttingen, das bereits zum unteren Aaretal gehört, fliesst die Surb dann in die Aare.

## Bevölkerung
Das Surbtal ist wegen der Surbtaler Juden bekannt. Nachdem die Schweizer Juden zwischen 1623 und 1633 aus den Städten vertrieben worden waren, liessen sie sich insbesondere in Lengnau und Endingen nieder, unter anderem wegen der Messen im nahen Bad Zurzach. Sie mussten sich allerdings beim Badener Landvogt Schutz- und Schirmbriefe erkaufen, die regelmässig zu erneuern waren. 1776 bezeichnete die eidgenössische Tagsatzung diese beiden Dörfer als einzig erlaubte Wohnorte. Die Niederlassungsfreiheit erhielten die Schweizer Juden erst 1866. Ihre Umgangssprache, das Surbtaler Jiddisch, lebte noch bis weit ins 20. Jahrhundert hinein und war damit einer der letzten noch gesprochenen Dialekte des Westjiddischen. Es wurde im Wesentlichen von Florence Guggenheim-Grünberg dokumentiert.